# Sonet 23 (William Szekspir)

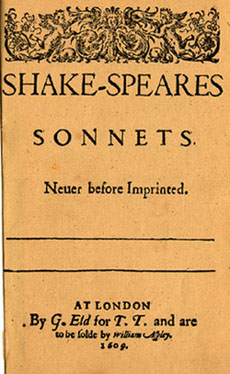
Strona tytułowa pierwszego wydania sonetów Shakespeare’a

Sonet 23 (Jak lichy aktor, co stojąc na scenie) – jeden z cyklu sonetów autorstwa Williama Shakespeare’a.

## Treść
W utworze tym pojawia się popularne u Szekspira porównanie do teatru: podmiot liryczny, podobnie, jak aktor, który na scenie zapomniał tekstu, nie jest w stanie wyrazić swojego podziwu dla tajemniczego młodzieńca.